# Ренвіль (Міннесота)
Ренвіль (англ. Renville) — місто (англ. city) в США, в окрузі Ренвілл штату Міннесота. Населення — 1301 особа (2020).

## Географія
Ренвіль розташований за координатами 44°47′16″ пн. ш. 95°12′52″ зх. д. / 44.78778° пн. ш. 95.21444° зх. д. (44.787700, -95.214382).  За даними Бюро перепису населення США в 2010 році місто мало площу 3,61 км², уся площа — суходіл.

## Демографія
Згідно з переписом 2010 року, у місті мешкало 1287 осіб у 538 домогосподарствах у складі 316 родин. Густота населення становила 357 осіб/км².  Було 606 помешкань (168/км²).
Расовий склад населення:
| - 96,8 % — білих - 0,3 % — азіатів - 0,2 % — корінних американців - 0,1 % — чорних або афроамериканців - 1,9 % — осіб інших рас |

До двох чи більше рас належало 0,7 %. Частка іспаномовних становила 18,2 % від усіх жителів.
За віковим діапазоном населення розподілялося таким чином: 24,9 % — особи молодші 18 років, 51,2 % — особи у віці 18—64 років, 23,9 % — особи у віці 65 років та старші. Медіана віку мешканця становила 41,6 року. На 100 осіб жіночої статі у місті припадало 96,2 чоловіків;  на 100 жінок у віці від 18 років та старших — 89,2 чоловіків також старших 18 років.
Середній дохід на одне домашнє господарство  становив 56 214 долари США (медіана — 51 719), а середній дохід на одну сім'ю — 67 795 доларів (медіана — 57 109). Медіана доходів становила 41 067 доларів для чоловіків та 26 957 доларів для жінок. За межею бідності перебувало 9,6 % осіб, у тому числі 11,3 % дітей у віці до 18 років та 9,6 % осіб у віці 65 років та старших.
Цивільне працевлаштоване населення становило 684 особи. Основні галузі зайнятості: освіта, охорона здоров'я та соціальна допомога — 16,8 %, виробництво — 14,9 %, транспорт — 13,5 %.